# Catarina Alexeievna Dolgorukov
Catarina Alexeievna Dolgorukova (1711–1745) foi uma nobre russa, e foi Esposa por apenas Poucas Horas do Czar, Pedro II da Rússia, pois ele Faleceu no mesmo dia de Seu Casamento de Varíola.

## Biografia
Era filha de Aleixo Dolgorukov, filho do célebre diplomata Gregório Dolgorukov, e de Praskovia Iurievna. Sua família, os Dolgorukovs, eram umas da famílias mais influentes do Império Russo.
Em 19 de novembro de 1729, Catarina ficou noiva do jovem czar Pedro II da Rússia, mesmo ela estando apaixonada pelo Conde Millezimo da Família Aleramici, entretanto Pedro faleceu no dia de seu casamento aos 14 anos.
Após a morte de Pedro II, a princesa Catarina voltou para a casa de seus pais e, com eles, após a ascensão ao trono da imperatriz Ana Ivanovna, em abril de 1730, foi exilada para Berezov. Segundo algumas informações, Catarina Alexeievna Dolgorukov, alguns meses após a morte de Pedro, deu à luz uma filha natimorta.
Em 1745, ela se casou com o tenente-general Conde A.R. Bruce, mas logo pegou um resfriado e morreu. Segundo alguns relatos, Catarina está enterrada na Catedral de Santo André.

## Títulos e Honras
Em 19 de Novembro de 1729, ela Ficou noiva do Czar Pedro II da Rússia, e Recebeu o Título de "Sua Alteza a Imperatriz Noiva". Em 30 de novembro de 1729, Catarina recebeu a Ordem de Santa Catarina, da qual foi privada após a queda da família em 1730.